# Stanisław Wachowiak
Stanisław Wachowiak (ur. 7 maja 1890 w Smolicach, zm. 4 marca 1972 w São Paulo) – polski ekonomista i polityk, działacz gospodarczy, poseł na Sejm Ustawodawczy i Sejm I kadencji II Rzeczypospolitej (1920–1924), podsekretarz stanu w Ministerstwie byłej Dzielnicy Pruskiej (1920–1922), wojewoda pomorski (1924–1926), organizator Powszechnej Wystawy Krajowej w Poznaniu (1929).

## Życiorys

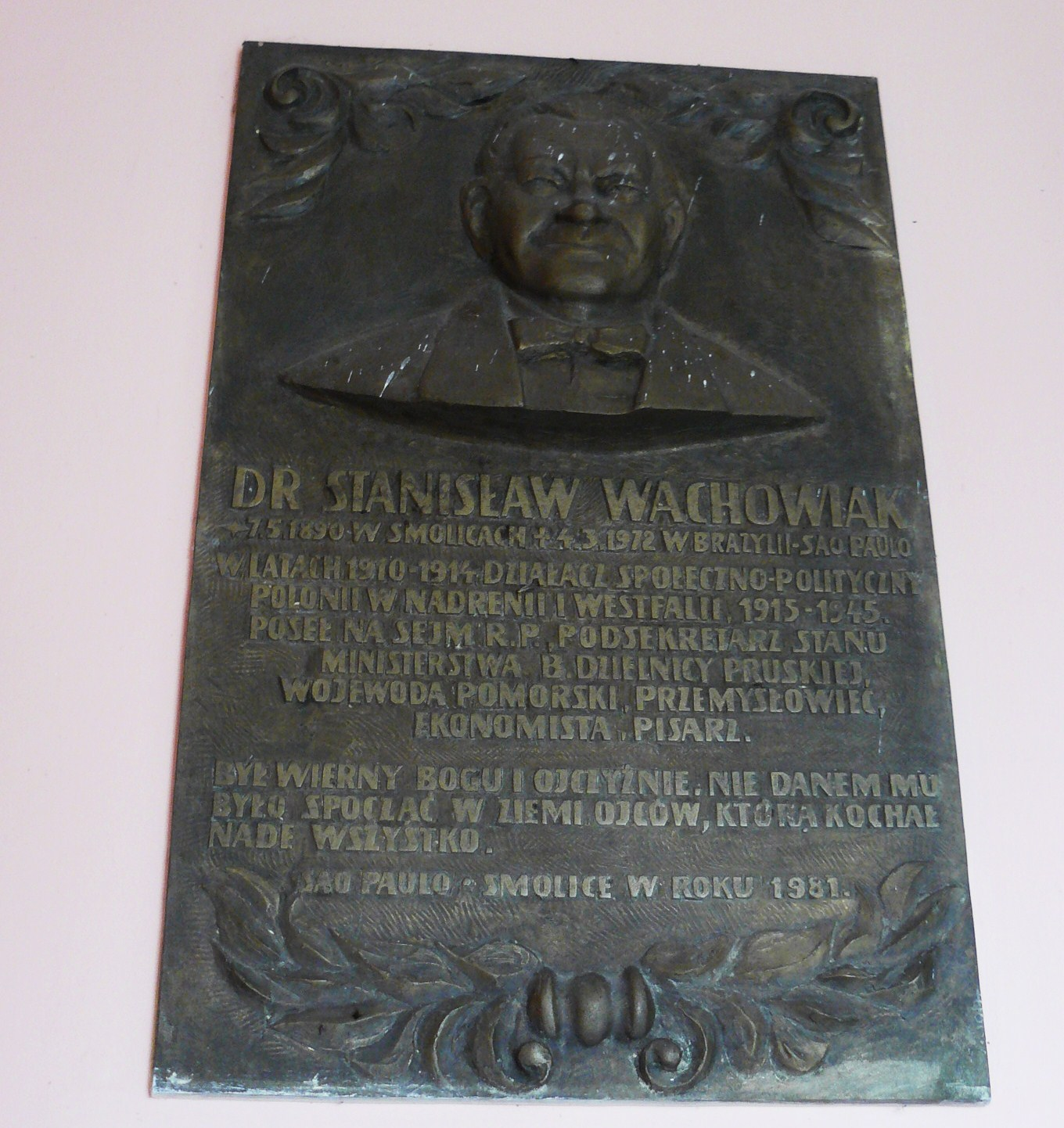
Tablica pamiątkowa w Smolicach (kościół)

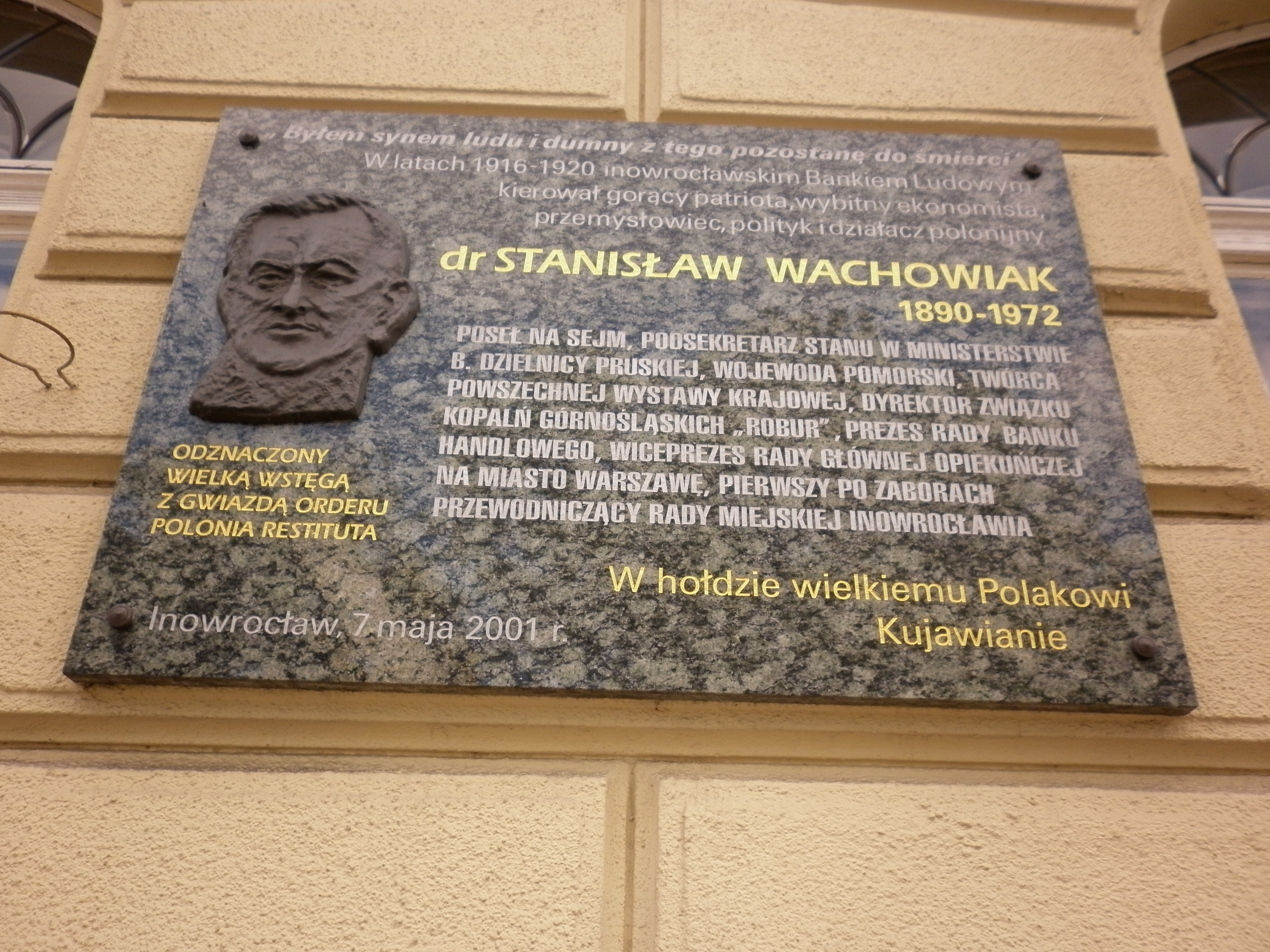
Tablica pamiątkowa w Inowrocławiu

Urodził się w rodzinie robotnika rolnego Ignacego i Małgorzaty z Pośledników. Miał dziewięcioro rodzeństwa, w tym Andrzeja, dziennikarza i marynisty. W 1897 rodzina emigrowała zarobkowo do Westfalii, gdzie ojciec pracował jako górnik. Dzięki wsparciu finansowemu proboszcza parafii w Smolicach ks. Wawrzyńca Nowakowskiego Stanisław ukończył w 1911 gimnazjum w Recklinghausen. Rozpoczął studia ekonomiczne na Uniwersytecie Berlińskim, skąd przeniósł się na uniwersytet do Strasburga (wówczas niemiecka Alzacja). W 1913 został wydalony z uczelni wraz z dwoma kolegami za używanie języka polskiego w rozmowie w miejscach publicznych. Studia ukończył na Uniwersytecie Ludwika i Maksymiliana w Monachium, uzyskując w lutym 1915 doktorat summa cum laude na seminarium profesora Lujo von Brentano, którego był asystentem. Opublikował pracę Die Polen in Rheinland-Westfalen („Polacy w Nadrenii-Westfalii”).
Nie przyjmując oferty pracy w bawarskim ministerstwie finansów, powrócił w Poznańskie. Za rekomendacją ks. Stanisława Adamskiego rozpoczął pracę w banku spółdzielczym w Kościanie, w 1916 został dyrektorem Banku Ludowego w Inowrocławiu. Po klęsce państw centralnych w I wojnie światowej, rewolucji w Niemczech i zawieszeniu broni z Ententą był członkiem polskiej Rady Ludowej w Inowrocławiu i pierwszym polskim przewodniczącym Rady Miejskiej Inowrocławia (1919–1920). W czasie powstania wielkopolskiego przejął 5 stycznia 1919 władzę w mieście w imieniu Naczelnej Rady Ludowej i doprowadził do ewakuacji niemieckiego garnizonu Inowrocławia.
W 1920 został wybrany na posła na Sejm Ustawodawczy z okręgu Lubawa (nowo utworzone województwo pomorskie) z listy Narodowego Stronnictwa Robotników. Od 15 października 1920 do 29 kwietnia 1922 był podsekretarzem stanu w Ministerstwie byłej Dzielnicy Pruskiej. Krytyczny wobec Narodowej Demokracji, współpracował harmonijnie z Naczelnikiem Państwa (Piłsudskim).
W wyborach parlamentarnych 1922 ponownie wybrany na posła z okręgu nr 36 (Szamotuły) z listy Narodowej Partii Robotniczej. Od 1923 był prezesem klubu poselskiego NPR, w latach 1920–1924 członkiem Rady Naczelnej tej partii. Z mandatu poselskiego i stanowisk partyjnych zrezygnował po powołaniu go na funkcję wojewody pomorskiego (1924–1926). Wspierał budowę portu w Gdyni i samego miasta. W 1926 podpisał dekret erekcyjny miasta. W latach 1926–1929 był prezesem Zarządu i naczelnym dyrektorem Powszechnej Wystawy Krajowej w Poznaniu, a w latach 1931–1939 dyrektorem Związku Kopalń Górnośląskich „Robur” w Katowicach.
W czasie okupacji niemieckiej był wiceprezesem Rady Głównej Opiekuńczej w Generalnym Gubernatorstwie, pracując w Warszawie. W 1946, zagrożony aresztowaniem przez Ministerstwo Bezpieczeństwa Publicznego, wyjechał z Polski i przebywał odtąd na uchodźstwie w Wielkiej Brytanii oraz Irlandii, a od 1952 w Brazylii.

## Ordery i odznaczenia
- Wielka Wstęga Orderu Odrodzenia Polski (28 września 1929)[1][2]
- Krzyż Komandorski Orderu Odrodzenia Polski (27 grudnia 1924)[3]
- Wielka Wstęga z Gwiazdą Orderu Leopolda II (Belgia, 1930)[4]
- Krzyż Komandorski Orderu św. Grzegorza Wielkiego (Stolica Apostolska, 1966)
- Krzyż Oficerski Orderu Legii Honorowej (Francja)

## Upamiętnienie
W Gdyni w dzielnicy Wzgórze Św. Maksymiliana istnieje ulica Wojewody Stanisława Wachowiaka (wcześniej ulica ta nosiła nazwę Ludwika Waryńskiego).
Stanisław Wachowiak jest także patronem ulic na osiedlu Piątkowo w Poznaniu oraz w Inowrocławiu i Wągrowcu.